# Знак льотчика-планериста
Знак льотчика-планериста, також уживана назва — Знак пілота планера (нім. Segelflugzeugführerabzeichen) — німецька військова нагорода заснована рейхсмаршалом Германом Герінгом 16 грудня 1940. Нагороджувалися пілоти десантних і транспортних планерів, що пройшли спеціальне навчання або прийняли бойове хрещення.

## Історія, зовнішній вигляд нагороди та статут
Знак льотчика-планериста засновано Германом Герінгом 16 грудня 1940. Дизайн Знака був представлений берлінським художником-графіком Wilhelm Ernst Peekhaus 8 червня 1940 та 16 грудня цього ж року його було затверджено. Офіційними виробниками цієї нагороди стали берлінська фірма C.E. Juncker, G.H.OSANG DRESDEN та віденьська Gebruder Schweiger.
Класичні розміри немаркованого знака виготовленого берлінської фірмою C.E. Juncker: вінок 55,3×41,7 мм, свастика 11,4 мм, орел 15,1×52,6 мм, вага 22,17 гр. Спочатку орел виготовлявся з оксидованого срібла, а вінок з відполірованого срібла, потім використовувався сплав срібла з нікелем, алюміній, цинк, а пізніше з більш дешевих сплав — наприклад з томпаку. Складався з двох частин — чорнений орел та посріблений дубовий вінок, знизу якого свастика. Орел кріпився до вінка за допомогою двох заклепок; зворотний бік знаку гладкий, можлива наявність клейма фірми-виробника, кріплення знака — тонка заколка.
Нагорода вручалася разом з посвідченням підписаним старшим офіцером або начальником атестаційної комісії, в простому футлярі темно-синього кольору з відповідним трафаретним надписом готичним шрифтом. Внутрішня сторона кришки покрита блакитним шовком, а нижня частина з синього оксамиту. Знак носили в нижній частині лівої нагрудної кишені кітеля, мундира, або одностройвої сорочки під Залізним хрестом 1-го класу, якщо особа була ним нагороджена. Носіння знаку на цивільному одязі заборонялося. З 29 листопада 1943 знак можна було носити на партійних мундирах.
На додаток до металевого використовувався знак з тканини розшитий золотими або бавовняними нитками, проте, в подальшому, цю версію було скасовано, і з 8 травня 1942 варіант із тканини більше не видавався. Після війни існувала зменшена копія з кріпленням на шпильці для носіння на цивільному одязі, так званий «фрачник» та денацифікований варіант — без свастики.
Металевий знак коштував близько 5 рейхсмарок, машинного шиття 0,90 RM і ручного — 7,50 RM.

## Див. також

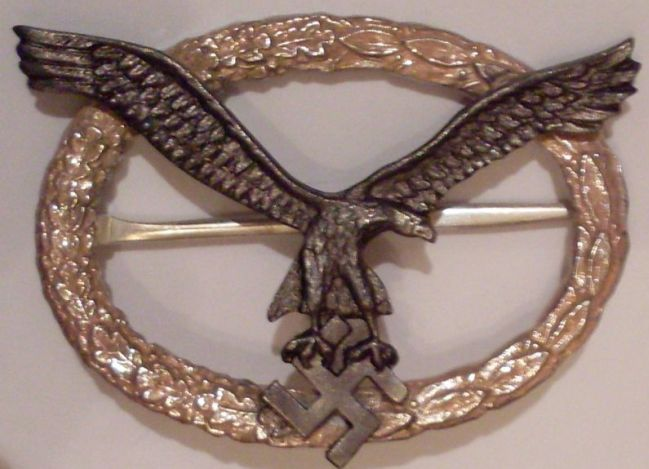
Знак льотного складу